# Papa-moscas-negro-das-seicheles
O Papa-moscas-negro-das-seicheles (Terpsiphone corvina; nomeado, em inglês, Seychelles Black Paradise-flycatcher ou Seychelles Paradise-flycatcher) é uma espécie de ave da família Monarchidae, endêmica de algumas ilhas do arquipélago das Seicheles, no oceano Índico. Foi classificado originalmente no gênero Tchitrea, em 1867, por Edward Newton, habitando principalmente La Digue, com populações pequenas e aparentemente efêmeras ocasionalmente aparecendo em ilhas próximas, observadas desde a década de 1980.

## Descrição
Este pássaro apresenta grande dimorfismo sexual:

### macho
Ambos os sexos com 20 centímetros, mais 16 centímetros de penas retrizes, no macho; sendo este de um colorido azul metálico escurecido, puxado para o negro em sua região facial e com uma área mais clara ao redor de seus olhos, da mesma cor de seu bico.

### fêmea
A fêmea não apresenta as longas penas retrizes, sendo enegrecida apenas na região da cabeça; com dorso, asas e cauda de coloração castanha e região ventral de coloração branca. Bico e área ao redor dos olhos da mesma coloração das do macho.

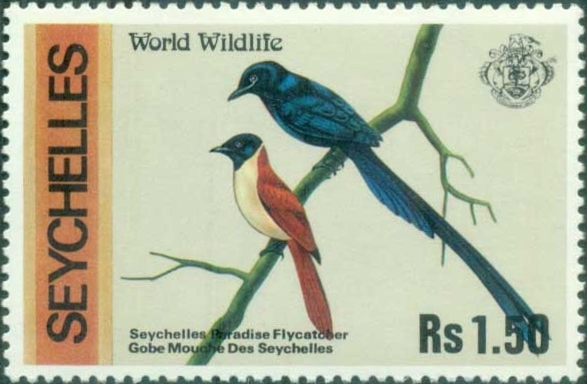
Estampa de selo postal das Seicheles com o pássaro Papa-moscas-negro-das-seicheles (Terpsiphone corvina), macho e fêmea, ano de 1978.

## Nidificação e reprodução
Fêmeas constroem seus ninhos, que lembram a parte superior de cálices e são feitos de materiais macios, atapetados com penugem e colocados em galhos de árvores. Estas aves já podem se reproduzir com um ano de idade, durante o ano todo; mas suas ninhadas constituem-se de apenas um filhote.

## Habitat, distribuição e alimentação
Seu habitat são bosques tropicais com árvores de Terminalia catappa e Calophyllum innophylum, onde possam alimentar-se de insetos e aranhas. Apesar de ocorrer principalmente em La Digue, algumas aves foram avistadas nas ilhas Marianne, Félicité e Praslin (na ilha Aride foi registrada em 1907, mas não desde então), sendo, aparentemente, incapazes de estabelecer populações nessas ilhas vizinhas. A translocação de 23 aves adultas para a ilha Denis foi realizada em novembro de 2008, tornando-se uma reintrodução bem-sucedida.

## Conservação
De acordo com a União Internacional para a Conservação da Natureza (IUCN), esta espécie se encontra em perigo crítico, apresentando uma população extremamente pequena, mas persistente. Sua situação pôde ser melhorada, pelo menos em parte, devido a uma variedade de medidas de gestão de habitats e de proteção, incluindo monitoramento de suas populações e da poluição dos mananciais em sua área de distribuição, além de programas para conscientização da população humana local, iniciados em 2011.